# Новый Кутум
Новый Кутум — посёлок в Приволжском районе Астраханской области России. Входит в состав Трёхпротокского сельсовета.

## География
Посёлок находится в юго-восточной части Астраханской области, в дельте реки Волги, у её протоки Кутум. Посёлок с западной стороны примыкает к селу Три Протока.
Уличная сеть
состоит из 12 объектов: ул. Абрикосовая, ул. Березовая, ул. Вишневая, ул. Земляничная, ул. им В.Хабаровой, ул. Колхозная, ул. Кутумная, ул. Речная, ул. Сосновая, ул. Цветочная, ул. Центральная.
Климат
умеренный, резко континентальный. Характеризуется высокими температурами летом и низкими — зимой, малым количеством осадков, а также большими годовыми и летними суточными амплитудами температуры воздуха.

## Население
| 2002 | 2010 |
| ---- | ---- |
| 111  | ↗134 |

Национальный и гендерный состав
По данным Всероссийской переписи, в 2010 году численность населения посёлка составляла 134 человека (69 мужчин и 65 женщин, 51,5 и 48,5 %% соответственно).
Согласно результатам переписи 2002 года, в национальной структуре населения казахи составляли 36 %, русские 28 %, татары 26 % от общей численности в 112 человек.
| Национальность | Численность (2010) | Процент |
| -------------- | ------------------ | ------- |
| Казахи         | 48                 | 36,6%   |
| Русские        | 31                 | 23,7%   |
| Татары         | 25                 | 19,1%   |
| Армяне         | 14                 | 10,7%   |
| Азербайджанцы  | 10                 | 7,6%    |
| Не указана     | 3                  | 2,3%    |
| Всего          | 131                | 100%    |